# Kirilovo, Stara Zagora
Kirilovo (în bulgară Кирилово) este un sat în comuna Stara Zagora, regiunea Stara Zagora,  Bulgaria. 

## Demografie
Componența etnică a satului Kirilovo
     Romi (4,86%)
     Turci (1,82%)
     Bulgari (90,72%)
     Nicio identificare (2,58%)
La recensământul din 2011, populația satului Kirilovo era de 658 locuitori. Din punct de vedere etnic, majoritatea locuitorilor (90,72%) erau bulgari, existând și minorități de romi (4,86%) și turci (1,82%). Pentru 2,58% din locuitori nu este cunoscută apartenența etnică.